# Serguéievka (Vorónej)
|  | Per a altres significats, vegeu «Serguéievka». |

Serguéievka (en rus: Сергеевка) és un poble (un possiólok) de l'óblast de Vorónej, a Rússia, segons el cens del 2010 tenia 55 habitants.